# Ferrari SF1000
Der Ferrari SF1000 war der Formel-1-Rennwagen von Ferrari für die Formel-1-Weltmeisterschaft 2020. Er ist der 53. Ferrari-Formel-1-Wagen und wurde am 11. Februar 2020 in Reggio nell’Emilia präsentiert.
Die Bezeichnung des Wagens setzte sich aus der Abkürzung des Teamnamens, SF (für Scuderia Ferrari), und der Zahl 1000 als Anlehnung an das 1000. Rennen in der Automobil- bzw. Formel-1-Weltmeisterschaft, welches Ferrari in diesem Jahr nach dem ursprünglichen Kalender in Kanada hätte bestreiten sollen. Da der Rennkalender wegen der COVID-19-Pandemie überarbeitet wurde, fand das Jubiläum stattdessen beim Großen Preis der Toskana im Mugello statt, der ursprünglich nicht im Kalender stand.

## Technik und Entwicklung
Wie alle Formel-1-Fahrzeuge des Jahres 2020 war der Ferrari SF1000 ein hinterradangetriebener Monoposto mit einem Monocoque aus kohlenstofffaserverstärktem Kunststoff (CFK). Außer dem Monocoque bestanden auch viele weitere Teile des Fahrzeugs, darunter die Karosserieteile und das Lenkrad aus CFK. Auch die Bremsscheiben waren aus einem mit Kohlenstofffasern verstärkten Verbundwerkstoff gefertigt.
Der SF1000 war das Nachfolgemodell des Ferrari SF90. Da das technische Reglement zur Saison 2020 weitgehend stabil blieb, war das Fahrzeug größtenteils eine Weiterentwicklung.
Angetrieben wurde der SF1000 von einem 1,6-Liter-V6-Motor von Ferrari in der Fahrzeugmitte mit Turbolader sowie einem 120 kW starken Elektromotor; es war also ein Hybridelektrokraftfahrzeug. Das sequentielle Getriebe des Wagens hatte acht Gänge. Der Gangwechsel wird über Schaltwippen am Lenkrad ausgelöst. Das Fahrzeug hatte nur zwei Pedale, ein Gaspedal (rechts) und ein Bremspedal (links). Genau wie viele andere Funktionen wurde die Kupplung, die nur beim Anfahren aus dem Stand gebraucht wird, über einen Hebel am Lenkrad bedient.
Die Gesamtbreite des Fahrzeugs betrug 2000 mm, die Breite zwischen Vorder- und Hinterachse 1600 mm, die Höhe 950 mm. Der Frontflügel hatte eine Breite von 2000 mm, der Heckflügel von 1050 mm sowie eine Höhe von 820 mm. Der Diffusor war 175 mm hoch und 1050 mm breit. Der Wagen war mit 305 mm breiten Vorderreifen und mit 405 mm breiten Hinterreifen des Einheitslieferanten Pirelli ausgestattet, die auf 13-Zoll-Rädern montiert waren.
Der SF1000 hatte, wie alle Formel-1-Fahrzeuge seit 2011, ein Drag Reduction System (DRS), das durch Flachstellen eines Teils des Heckflügels den Luftwiderstand des Fahrzeugs auf den Geraden verringert, wenn es eingesetzt werden durfte. Auch das DRS wurde mit einem Schalter am Lenkrad des Wagens aktiviert.
Der SF1000 war mit dem Halo-System ausgestattet, das einen zusätzlichen Schutz für den Kopf des Fahrers bietet.

## Lackierung und Sponsoring
Der SF1000 ist überwiegend im klassischen Rot lackiert, ergänzt durch graue Elemente u. a. an Front- und Heckflügel. Wie beim Vorgänger wurde eine matte Lackierung verwendet.
Neben dem Hauptsponsor Philip Morris werben unter anderem Kaspersky Lab, Mahle, Pirelli, Ray-Ban, Shell und UPS auf dem Fahrzeug.

## Fahrer
Ferrari trat in der Saison 2020 erneut mit der Fahrerpaarung Charles Leclerc und Sebastian Vettel an.

## Ergebnisse
| Fahrer                          | Nr.                             | 1  | 2   | 3  | 4  | 5  | 6   | 7  | 8   | 9  | 10 | 11 | 12 | 13 | 14 | 15 | 16  | 17 | Punkte | Rang |
| ------------------------------- | ------------------------------- | -- | --- | -- | -- | -- | --- | -- | --- | -- | -- | -- | -- | -- | -- | -- | --- | -- | ------ | ---- |
| Formel-1-Weltmeisterschaft 2020 | Formel-1-Weltmeisterschaft 2020 |    |     |    |    |    |     |    |     |    |    |    |    |    |    |    |     |    | 131    | 6.   |
| S. Vettel                       | 5                               | 10 | DNF | 6  | 10 | 12 | 7   | 13 | DNF | 10 | 13 | 11 | 10 | 12 | 3  | 13 | 12  | 14 | 131    | 6.   |
| C. Leclerc                      | 16                              | 2  | DNF | 11 | 3  | 4  | DNF | 14 | DNF | 8  | 6  | 7  | 4  | 5  | 4  | 10 | DNF | 13 | 131    | 6.   |

| Legende  | Legende            | Legende                                                          |
| Farbe    | Abkürzung          | Bedeutung                                                        |
| -------- | ------------------ | ---------------------------------------------------------------- |
| Gold     | –                  | Sieg                                                             |
| Silber   | –                  | 2. Platz                                                         |
| Bronze   | –                  | 3. Platz                                                         |
| Grün     | –                  | Platzierung in den Punkten                                       |
| Blau     | –                  | Klassifiziert außerhalb der Punkteränge                          |
| Violett  | DNF                | Rennen nicht beendet (did not finish)                            |
| Violett  | NC                 | nicht klassifiziert (not classified)                             |
| Rot      | DNQ                | nicht qualifiziert (did not qualify)                             |
| Rot      | DNPQ               | in Vorqualifikation gescheitert (did not pre-qualify)            |
| Schwarz  | DSQ                | disqualifiziert (disqualified)                                   |
| Weiß     | DNS                | nicht am Start (did not start)                                   |
| Weiß     | WD                 | zurückgezogen (withdrawn)                                        |
| Hellblau | PO                 | nur am Training teilgenommen (practiced only)                    |
| Hellblau | TD                 | Freitags-Testfahrer (test driver)                                |
| ohne     | DNP                | nicht am Training teilgenommen (did not practice)                |
| ohne     | INJ                | verletzt oder krank (injured)                                    |
| ohne     | EX                 | ausgeschlossen (excluded)                                        |
| ohne     | DNA                | nicht erschienen (did not arrive)                                |
| ohne     | C                  | Rennen abgesagt (cancelled)                                      |
| ohne     | keine WM-Teilnahme |                                                                  |
| sonstige | P/fett             | Pole-Position                                                    |
| sonstige | 1/2/3/4/5/6/7/8    | Punktplatzierung im Sprint-/Qualifikationsrennen                 |
| sonstige | SR/kursiv          | Schnellste Rennrunde                                             |
| sonstige | *                  | nicht im Ziel, aufgrund der zurückgelegten Distanz aber gewertet |
| sonstige | ()                 | Streichresultate                                                 |
| sonstige | unterstrichen      | Führender in der Gesamtwertung                                   |